# آشکا گوردیا
آشکا گورَدیا (انگلیسی: Aashka Goradia) بازیگر سابق تلویزیون هند و مدل است. او در چند رویداد مد بر روی راهگرد قدم زده‌است و در سریال‌های تلویزیونی هندی مختلف بازی کرده‌است. او بعد از بازی در نقش کومود در کی کوسوم و کلاوتی در جانسپار عشق تو هستم محبوب شد. او هم چنین در سریال‌های تلویزیونی بال ویر و ملکه مارها، ظاهر شده‌است. گوردیا همین‌طور در برنامهٔ تلویزیونی فیر فاکتور: بازیگر خطرها، بیگ باس و هم رقص شرکت کرده‌است. او این اواخر در سریال ساحره برای بازیگری در نقش ساپتروپا، دیده شده‌است.

## تلویزیون
| سال       | عنوان                 | نقش            | مرجع  |
| --------- | --------------------- | -------------- | ----- |
| ۲۰۰۲      | ناگهان، بعد از ۳۷ سال | کومال          |       |
| ۲۰۰۳      | خواهر شوهر            | سیما           |       |
| ۲۰۰۵–۲۰۰۳ | کی کوسوم              | کی کومود کاپور | [ ۲ ] |
| ۲۰۰۴      | زمانی خشو هم عروس بود | راضیه          |       |
| ۲۰۱۶–۲۰۱۵ | بال ویر               | ماهاویشینی پری | [ ۳ ] |
| ۲۰۱۶      | ملکه مارها            | اوانتیکا       | [ ۴ ] |
| ۲۰۱۷–۲۰۱۶ | ملکه مارها ۲          | اوانتیکا       | [ ۵ ] |
| ۲۰۱۹      | ساحره                 | ساپتروپا       | [ ۶ ] |